# توماس بيتر فرايدل
توماس بيتر فرايدل (بالألمانية: Thomas Peter Friedl)‏ هو منتج أفلام ألماني، ولد في 3 يناير 1967 في ميونخ في ألمانيا.

## وصلات خارجية
- توماس بيتر فرايدل على موقع IMDb (الإنجليزية)
- توماس بيتر فرايدل على موقع قاعدة بيانات الفيلم (الإنجليزية)